# Kapela Hanki Wójciak
Kapela Hanki Wójciak – zespół powstały w Krakowie, grający muzykę z pogranicza world music, folku, piosenki autorskiej.

## O Kapeli
Za początek działalności zespołu uważa się 16 października 2010, kiedy Anna Wójcik po wygranej w 46. Studenckim Festiwalu Piosenki (prezentując autorskie utwory „Modlitwa” oraz „Artyści”) rozpoczęła działalność w zespole nazywającym się wówczas „Hanka Wójciak z zespołem”.
Kapela prezentuje muzykę folkową z elementami muzyki orientalnej, celtyckiej, polskiej. Wykorzystuje elementy improwizacji, tworząc muzykę bliską melodiom ludowym i tanecznym. W swoich tekstach Hanka Wójciak opisuje współczesny świat, wykorzystując przy tym słownictwo z gwar góralskich i archaizmy.
29 czerwca 2014 roku nakładem Radia Kraków ukazała się debiutancka płyta Kapeli Hanki Wójciak, zatytułowana  „Znachorka”, zawierająca 14 autorskich utworów. Płytę zarekomendowali m.in. Muniek Staszczyk i Piotr Metz. W czerwcu 2016 r. ukazała się edycja specjalna płyty „Znachorka” ze zmienioną szatą graficzną oraz dwoma dodatkowymi utworami – „Janicku mój” oraz „Krew nie woda”. Wydawcą i producentem płyty jest Anna Wójciak Muzyczna Agencja.
W 2016 roku utwór „Do syta” Kapeli znalazła się na składance „Gitarą i piórem 4”.
W listopadzie 2017 ukazała się kolejna płyta, „Zasłona”. Znajduje się na niej dziesięć autorskich piosenek i jeden utwór zakopiańskiej poetki Beaty Skulskiej–Papp. Na płycie znalazły się zarówno utwory już znane („Ja”, Czarodziej”, „Jak dwa Michały”) jak i nowe („Za-słona” czy „Taniec”). Utwór „Gody” w całości śpiewany jest po góralsku.

## Muzycy[6]
Obecny skład Kapeli:
- Hanka Wójciak – śpiew, słowa, muzyka, aranże

muzyka, aranże:
- Tomasz Czaderski – perkusjonalia
- Jacek Długosz – gitara
- Mateusz Frankiewicz – kontrabas
- Tomasz Pawlak – skrzypce
- Andrzej Zagajewski – mandola

Byli członkowie zespołu:
- Marcin Skaba – skrzypce
- Mateusz Nowicki „Dual” – cymbały, perkusjonalia
- Zbigniew Ziemka – kontrabas

## Ważniejsze koncerty
- Polsko-Ukraiński Festiwal Partnerstwa, Lwów 2017;
- Międzynarodowy Festiwal Zbliżenia Kultur, Warszawa 2017,
- Festiwal Etnomania, Wygiełzów 2017;
- Jubileusz 30-lecia audycji Gitarą i Piórem, Studio im. A. Osieckiej, Warszawa 2016;
- Grodzisk Folk Fest, Grodzisk Mazowiecki 2016,
- Festiwal Młodych w ramach Światowych Dni Młodzieży, Wadowice 2016,
- Festiwal Kultur Pogranicza Karpackie Klimaty, Krosno 2016;
- Kolory Polski – Wędrowny Festiwal Filharmonii Łódzkiej, Parzęczew 2015;
- Gitarą i Piórem, Karpacz 2015;
- Osiecka na Bemowie, Warszawa 2015;
- Küche und Kultur International, Lipsk 2015;
- Polsko-Ukraiński Festiwal Partnerstwa, Lwów 2015;
- Dni Kultury Polskiej, Praga 2015;
- Polish Social and Cultural Association, Londyn 2014;
- Spotkanie opłatkowe w Ambasadzie RP w Watykanie w 2014[7].
- Istituto Polacco di Roma, Rzym 2014;
- Forum Ekonomiczne, Krynica 2014;
- V Ulica Kultury, Opole 2013;
- Letnia Scena Radia Kraków, Kraków 2013;
- 29. Babiogórska Jesień, Zawoja 2013;
- Festiwal Muzyka Zaklęta w Drewnie – koncerty na Szlaku Architektury Drewnianej w Małopolsce (Zakopane 2015, Lipnica Murowana 2014, Binarowa 2013, Sękowa 2012);
- Muzyczna Zohylina – Otwarte Spotkania Muzyczne, Głodówka 2012;
- 15. Festiwal Pamiętajmy o Osieckiej, Warszawa 2012;
- II Międzynarodowy Festiwal Zbliżenia Kultur, Warszawa 2012;
- V Festiwal Twórczości Korowód, Kraków 2012;
- X Tatrzańskie Wici, Biały Dunajec 2011;

## Dyskografia[8]

### Albumy
| Rok  | Dane dot. albumu                                                | Tytuł                          |
| ---- | --------------------------------------------------------------- | ------------------------------ |
| 2014 | - premiera: 29 czerwca - wydawca: Radio Kraków                  | Znachorka                      |
| 2014 | - premiera: grudzień - wydawca: Radio Kraków                    | Kapela Hanki Wójciak na Święta |
| 2016 | - premiera: 3 czerwca - wydawca: Hanka Wójciak Muzyczna Agencja | Reedycja płyty Znachorka       |
| 2017 | - premiera: 14 listopada - wydawca: Kompania Muzyczna LAS       | Zasłona                        |

### Single
| Rok  | Tytuł                              | Album              |
| ---- | ---------------------------------- | ------------------ |
| 2014 | - Matulu - Znachorka - Moja mantra | Znachorka          |
| 2016 | - Do Syta - Ptaszyna               | Reedycja Znachorka |
| 2017 | - Ja                               | Zasłona            |

## Teledyski
| Rok  | Tytuł    | Reżyseria/Realizacja                         | Album              | Źródło |
| ---- | -------- | -------------------------------------------- | ------------------ | ------ |
| 2014 | Matulu   | Adam Nyk, Maciej Jaśko                       | Znachorka          | [ 9 ]  |
| 2016 | Do Syta  | Mateusz Jazowski i Łukasz Niemiec (Cutsense) | Reedycja Znachorka | [ 10 ] |
| 2017 | Ptaszyna | Miłka Kowalska                               | Reedycja Znachorka | [ 11 ] |
| 2017 | Ja       | Jagna Firek                                  | Zasłona            | [ 12 ] |